# Championnat de Tunisie de football 1979-1980
Navigation
Saison précédente Saison suivante
La saison 1979-1980 du championnat de Tunisie de football est la 25e édition de la première division tunisienne à poule unique, la Ligue Professionnelle 1. Les quatorze meilleurs clubs tunisiens jouent les uns contre les autres à deux reprises durant la saison, à domicile et à l'extérieur. En fin de saison, les deux derniers du classement sont relégués et les deux meilleurs clubs de Ligue Professionnelle 2 sont quant à eux promus en LP1.
C'est le Club africain, tenant du titre, qui remporte à nouveau le championnat cette saison, en terminant en tête, cinq points devant l'Espérance sportive de Tunis et six points devant l'Étoile sportive du Sahel. C'est le neuvième titre de champion de Tunisie de l'histoire du club, qui réussit l'exploit de n'encaisser que sept buts sur l'ensemble de la saison. Le Club africain manque le doublé en s'inclinant en finale de la coupe de Tunisie face à son dauphin en championnat, l'Espérance sportive de Tunis.

## Clubs participants
| - Sfax railway sport - Club sportif de Menzel Bouzelfa - Promu de LP2 - Club africain - Espérance sportive de Tunis - Étoile sportive du Sahel - Club athlétique bizertin - Club sportif de Hammam Lif | - Olympique du Kef - Stade tunisien - Club sportif sfaxien - Océano Club de Kerkennah - Avenir sportif de La Marsa - Stade gabésien - Promu de LP2 - Jeunesse sportive kairouanaise |

## Compétition

### Classement
Le barème de points servant à établir le classement se décompose ainsi :
- Victoire : 3 points
- Match nul : 2 points
- Défaite : 1 point

| Rang | Équipe                              | Pts | J  | G  | N  | P  | Bp | Bc | Diff |
| ---- | ----------------------------------- | --- | -- | -- | -- | -- | -- | -- | ---- |
| 1    | Club africain (T)                   | 65  | 26 | 15 | 9  | 2  | 37 | 7  | +30  |
| 2    | Espérance sportive de Tunis (C)     | 60  | 26 | 9  | 16 | 1  | 32 | 16 | +16  |
| 3    | Étoile sportive du Sahel            | 59  | 26 | 11 | 11 | 4  | 31 | 18 | +13  |
| 4    | Stade tunisien                      | 58  | 26 | 10 | 12 | 4  | 38 | 23 | +15  |
| 5    | Club sportif sfaxien                | 58  | 26 | 10 | 12 | 4  | 25 | 20 | +5   |
| 6    | Avenir sportif de La Marsa          | 51  | 26 | 7  | 11 | 8  | 28 | 27 | +1   |
| 7    | Club sportif de Hammam Lif          | 50  | 26 | 6  | 12 | 8  | 31 | 33 | -2   |
| 8    | Club athlétique bizertin            | 49  | 26 | 6  | 11 | 9  | 24 | 24 | 0    |
| 9    | Océano Club de Kerkennah            | 49  | 26 | 5  | 13 | 8  | 18 | 29 | -11  |
| 10   | Jeunesse sportive kairouanaise      | 48  | 26 | 7  | 8  | 11 | 21 | 30 | -9   |
| 11   | Sfax railway sport                  | 47  | 26 | 7  | 7  | 12 | 22 | 33 | -11  |
| 12   | Stade gabésien (P)                  | 46  | 26 | 6  | 8  | 12 | 33 | 51 | -18  |
| 13   | Club sportif de Menzel Bouzelfa (P) | 45  | 26 | 3  | 13 | 10 | 21 | 31 | -10  |
| 14   | Olympique du Kef                    | 43  | 26 | 4  | 9  | 13 | 13 | 32 | -19  |

|  | Champion de Tunisie 1979-1980                                                                |
|  | Participation à la coupe d'Afrique des vainqueurs de coupe 1981                              |
|  | Relégation directe en deuxième division                                                      |
|  | (T) Tenant du titre (C) Vainqueur de la coupe de Tunisie (P) Club promu de deuxième division |

## Bilan de la saison
| Championnat de Tunisie de football 1979-1980 |                                 |
| Champion                                     | Club africain (9e titre)        |
| Coupes et trophées                           |                                 |
| Vainqueur de la Coupe de Tunisie 1979-1980   | Espérance sportive de Tunis     |
| Qualifications continentales                 |                                 |
| Coupe d'Afrique des vainqueurs de coupe 1981 | Espérance sportive de Tunis     |
| Promotions et relégations                    |                                 |
| Promus en Ligue Professionnelle 1            | Club olympique des transports   |
| Promus en Ligue Professionnelle 1            | Union sportive monastirienne    |
| Relégués en Ligue Professionnelle 2          | Club sportif de Menzel Bouzelfa |
| Relégués en Ligue Professionnelle 2          | Olympique du Kef                |